# Muaskar
Muaskar, Mouaskar eller Mascara är en stad i Algeriet, cirka 80 km sydost om Oran, och är huvudort i provinsen Muaskar. Den är ett handelscentrum i ett vindistrikt. Folkmängden i kommunen uppgick till 108 587 invånare vid folkräkningen 2008, varav 100 728 bodde i centralorten.

## Historia
Muaskar var tämligen obetydligt när emiren Abd el-Kader, som var född i grannskapet, 1832 utsåg det till sin huvudstad. Den förstördes av fransmännen under marskalk Bertrand Clausel och Ferdinand Filip av Orléans 1835, och, sedan det 1838 åter tagits i besittning av Abd el-Kader, av Thomas Robert Bugeaud och Christophe Léon Louis Juchault de Lamoricière den 30 maj 1841.